# Marie Eleonore van Anhalt-Dessau

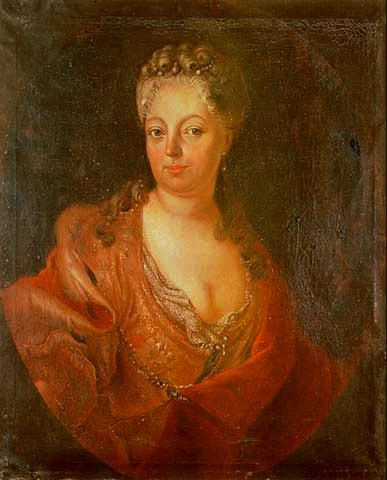
Marie Eleonore van Anhalt-Dessau

Marie Eleonore van Anhalt-Dessau (1671 - 1756) was de vierde dochter van Johan George II van Anhalt-Dessau en Henriëtte Catharina van Oranje-Nassau.
Marie Eleonore trouwde in 1687 met prins George Jozef Radziwiłł (1668 - 1689). Dit huwelijk bleef kinderloos.